# Puchar Niemiec w piłce nożnej (1977/1978)
Puchar Niemiec w piłce nożnej mężczyzn 1977/1978 – 35. edycja rozgrywek mających na celu wyłonienie zdobywcy Pucharu Niemiec, który uzyskał tym samym prawo gry w Pucharze Zdobywców Pucharów (1978/1979). Tym razem trofeum wywalczył FC Köln. Finał został rozegrany na Parkstadion w Gelsenkirchen.

## Plan rozgrywek
Rozgrywki szczebla centralnego składały się z 7 części:
- Runda 1: 29 lipca–10 sierpnia 1977
- Runda 2: 19–24 sierpnia 1977
- Runda 3: 14–26 października 1977
- Runda 4: 19–29 listopada 1977
- Ćwierćfinał: 20–26 grudnia 1977
- Półfinał: 25 maja 1978
- Finał: 15 kwietnia 1978 Parkstadion w Gelsenkirchen

## Pierwsza runda
Mecze rozgrywano od 29 lipca do 10 sierpnia 1977 roku.
| Drużyna 1                    | Wynik      | Drużyna 2                    |
| ---------------------------- | ---------- | ---------------------------- |
| TSV 1860 Monachium           | 4:2        | Arminia Bielefeld            |
| Kickers Offenbach            | 0:4        | FC Köln                      |
| SC Göttingen 05              | 0:2        | Schalke Gelsenkirchen        |
| TSV Ofterdingen              | 0:5        | Hamburger SV                 |
| Eintracht Brunszwik          | 10:1       | Eintracht Nordhorn           |
| VfB Stuttgart                | 10:0       | Eintracht Brema              |
| SV Rehburg                   | 1:6        | Hertha BSC                   |
| FC Konstanz                  | 1:6        | Eintracht Frankfurt          |
| FC St. Wendel                | 1:6        | Fortuna Düsseldorf           |
| Blumenthaler SV              | 1:5        | Werder Brema                 |
| SG Ellingen:Bonefeld         | 1:6        | FC St. Pauli                 |
| FC Viersen                   | 0:8        | Borussia Mönchengladbach     |
| FSV Oggersheim               | 0:3        | FC Kaiserslautern            |
| TuS Rosenberg                | 1:11       | MSV Duisburg                 |
| VfB Oldenburg                | 0:2        | VfL Bochum                   |
| TSV Ottobrunn                | 0:9        | Borussia Dortmund            |
| Rot-Weiss Essen              | 3:2        | VfR Bürstadt                 |
| Wuppertaler SV               | 2:2 (dog.) | SC Herford                   |
| OSC Bremerhaven              | 3:2        | Preußen Münster              |
| KSV Baunatal                 | 2:3        | Alemannia Aachen             |
| Karlsruher SC                | 2:1        | 1. FC Nürnberg               |
| Union Solingen               | 2:2 (dog.) | Schwarz-Weiss Essen          |
| FC 08 Villingen              | 0:1        | SpVgg Bayreuth               |
| Heidenheimer SB              | 1:2        | FK Pirmasens                 |
| Waldhof Mannheim             | 12:0       | Lüssumer TV                  |
| SG Wattenscheid 09           | 1:2 (dog.) | TSV Taunusstein-Bleidenstadt |
| Bayer 04 Leverkusen          | 5:0        | FSV Salmrohr                 |
| FV Würzburg 04               | 1:0        | Jahn Regensburg              |
| Rendsburger TSV              | 0:2        | VfL Osnabrück                |
| Normannia Gmünd              | 2:0        | Fortuna Köln                 |
| Eintracht Trewir             | 3:0        | Blau-Weiss Wulfen            |
| Arminia Hannover             | 0:1        | FC Augsburg (amatorzy)       |
| Südwest Nürnberg             | 1:3        | SV Darmstadt 98              |
| Hassia Bingen                | 0:1        | Stuttgarter Kickers          |
| BV 08 Lüttringhausen         | 1:2        | Freiburger FC                |
| Concordia Hamburg            | 2:0        | Bayern Hof                   |
| OSV Hannover                 | 2:5        | FSV Frankfurt                |
| Westfalia Herne              | 6:1        | BC Efferen                   |
| SpVgg Bad Homburg            | 1:2        | FC Homburg                   |
| Olympia Kirrlach             | 0:6        | Bayer Uerdingen              |
| Hummelsbütteler SV           | 0:2        | TuS Schloß Neuhaus           |
| BV 04 Düsseldorf             | 3:0        | VfL Bad Schwartau            |
| SV 06 Schleswig              | 0:1        | SV Röchling Völklingen       |
| VfV Hildesheim               | 4:1 (dog.) | TV Unterboihingen            |
| Itzehoer SV                  | 2:1        | Borussia Brand               |
| VfL Wolfsburg                | 3:1        | FSV Bad Orb                  |
| Saar 05 Saarbrücken          | 1:1 (dog.) | Wacker 04 Berlin             |
| Tura Harksheide              | 1:1 (dog.) | SV Ottweiler                 |
| Horner TV                    | 2:1        | Alemannia Eggenstein         |
| 1. FSV Mainz 05              | 3:1        | Hertha Zehlendorf            |
| Viktoria Köln                | 0:2        | Eintracht Bad Kreuznach      |
| SC Gladenbach                | 2:1        | SSV Elspe                    |
| Eintracht Glas:Chemie Wirges | 2:3        | DSC Wanne-Eickel             |
| BFC Viktoria 1889            | 2:3 (dog.) | BSV 07 Schwenningen          |
| Bonner SC                    | 5:1        | Sportfreunde Eisbachtal      |
| SV Sandhausen                | 3:1        | Traber FC Berlin             |
| FC Rastatt                   | 2:1        | TuS Struck                   |
| Lichterfelder SU             | 2:2 (dog.) | Alemannia Plaidt             |
| Warendorfer SU               | 3:1        | FSV Hemmersdorf              |
| FC Augsburg                  | 1:0        | SpVgg Fürth                  |
| TuS 08 Langerwehe            | 3:0        | VfB Coburg                   |
| Hannover 96                  | 0:2        | Tennis Borussia Berlin       |
| 1. FC Saarbrücken            | 1:2        | Bayern Monachium             |
| FC Tailfingen                | 3:2        | SpVgg Neckargemünd           |

### Mecze powtórzone
| Drużyna 1           | Wynik         | Drużyna 2            |
| ------------------- | ------------- | -------------------- |
| SC Herford          | 3:0           | Wuppertaler SV       |
| Schwarz-Weiss Essen | 2:0           | Union Solingen       |
| Wacker 04 Berlin    | 0:0 (5:4 kar) | Saar 05 Saarbrücken  |
| SV Ottweiler        | 2:1           | Tura Harksheide      |
| Horner TV           | 0:8           | Alemannia Eggenstein |
| Alemannia Plaidt    | 3:1           | Lichterfelder SU     |

## Druga runda
Mecze rozgrywano od 19 do 24 sierpnia 1977 roku.
| Drużyna 1              | Wynik      | Drużyna 2                    |
| ---------------------- | ---------- | ---------------------------- |
| Bayern Monachium       | 3:1        | Eintracht Trewir             |
| FC Kaiserslautern      | 4:1        | Wacker 04 Berlin             |
| BV 04 Düsseldorf       | 1:4        | Borussia Mönchengladbach     |
| Fortuna Düsseldorf     | 3:1        | Borussia Dortmund            |
| MSV Duisburg           | 3:0        | VfB Stuttgart                |
| FC St. Pauli           | 0:3        | VfL Bochum                   |
| Waldhof Mannheim       | 1:3        | Hertha BSC                   |
| Eintracht Brunszwik    | 3:1        | Stuttgarter Kickers          |
| TuS Schloß Neuhaus     | 2:2 (dog.) | Eintracht Frankfurt          |
| FC Köln                | 3:1        | Eintracht Bad Kreuznach      |
| 1. FSV Mainz 05        | 1:4        | Hamburger SV                 |
| SV Röchling Völklingen | 0:4        | Werder Brema                 |
| Karlsruher SC          | 4:3 (dog.) | FK Pirmasens                 |
| Bayer Uerdingen        | 0:3        | FSV Frankfurt                |
| Tennis Borussia Berlin | 1:3        | Westfalia Herne              |
| VfL Osnabrück          | 2:1        | SV Darmstadt 98              |
| FC Homburg             | 3:0        | SC Herford                   |
| OSC Bremerhaven        | 0:1        | FC Augsburg                  |
| FC Tailfingen          | 1:2        | Rot-Weiss Essen              |
| Bayer 04 Leverkusen    | 3:1        | FC Rastatt                   |
| Schwarz-Weiss Essen    | 2:0        | Concordia Hamburg            |
| Warendorfer SU         | 1:4        | Freiburger FC                |
| TuS 08 Langerwehe      | 1:0 (dog.) | FV Würzburg 04               |
| VfV Hildesheim         | 3:0        | Alemannia Aachen             |
| Itzehoer SV            | 1:6        | SpVgg Bayreuth               |
| Normannia Gmünd        | 1:2        | FC Augsburg (amatorzy)       |
| SC Gladenbach          | 1:5        | SV Sandhausen                |
| DSC Wanne-Eickel       | 3:1        | VfL Wolfsburg                |
| Alemannia Plaidt       | 1:2        | Bonner SC                    |
| BSV 07 Schwenningen    | 4:0        | SV Ottweiler                 |
| Schalke Gelsenkirchen  | 8:1        | TSV Taunusstein:Bleidenstadt |
| TSV 1860 Monachium     | 15:0       | Horner TV                    |

### Mecze powtórzone
| Drużyna 1           | Wynik | Drużyna 2            |
| ------------------- | ----- | -------------------- |
| TSV 1860 Monachium  | 7:1   | Alemannia Eggenstein |
| Eintracht Frankfurt | 4:0   | TuS Schloß Neuhaus   |

## Trzecia runda
Mecze rozgrywano 14 i 26 października 1977 roku.
| Drużyna 1                | Wynik      | Drużyna 2           |
| ------------------------ | ---------- | ------------------- |
| MSV Duisburg             | 2:1        | FC Kaiserslautern   |
| Schalke Gelsenkirchen    | 1:0        | Eintracht Frankfurt |
| FC Homburg               | 3:1        | Bayern Monachium    |
| Fortuna Düsseldorf       | 4:1        | Rot-Weiss Essen     |
| Freiburger FC            | 2:6        | VfL Bochum          |
| FSV Frankfurt            | 0:3        | FC Köln             |
| FC Augsburg (amatorzy)   | 0:4        | Hertha BSC          |
| SV Sandhausen            | 0:4        | Eintracht Brunszwik |
| DSC Wanne-Eickel         | 0:2        | Werder Brema        |
| Hamburger SV             | 6:0        | VfV Hildesheim      |
| Borussia Mönchengladbach | 3:0        | Bonner SC           |
| Bayer 04 Leverkusen      | 1:5        | Westfalia Herne     |
| Karlsruher SC            | 2:0        | SpVgg Bayreuth      |
| TuS 08 Langerwehe        | 2:0        | VfL Osnabrück       |
| Schwarz-Weiss Essen      | 2:1 (dog.) | BSV 07 Schwenningen |
| TSV 1860 Monachium       | 3:0        | FC Augsburg         |

## Czwarta runda
Mecze rozgrywano 19 i 29 listopada 1977 roku.
| Drużyna 1                | Wynik      | Drużyna 2           |
| ------------------------ | ---------- | ------------------- |
| FC Homburg               | 1:1 (dog.) | Hertha BSC          |
| TuS 08 Langerwehe        | 1:3        | MSV Duisburg        |
| Borussia Mönchengladbach | 3:0        | VfL Bochum          |
| Fortuna Düsseldorf       | 3:1        | Eintracht Brunszwik |
| Schalke Gelsenkirchen    | 4:2        | Hamburger SV        |
| Werder Brema             | 2:1        | TSV 1860 Monachium  |
| FC Köln                  | 4:0        | Karlsruher SC       |
| Schwarz-Weiss Essen      | 0:0 (dog.) | Westfalia Herne     |

### Mecze powtórzone
| Drużyna 1       | Wynik      | Drużyna 2           |
| --------------- | ---------- | ------------------- |
| Hertha BSC      | 4:1 (dog.) | FC Homburg          |
| Westfalia Herne | 0:1        | Schwarz-Weiss Essen |

## Ćwierćfinały
Mecze rozgrywano 20 i 26 grudnia 1977 roku.
| Drużyna 1             | Wynik      | Drużyna 2                |
| --------------------- | ---------- | ------------------------ |
| FC Köln               | 9:0        | Schwarz-Weiss Essen      |
| MSV Duisburg          | 1:0        | Hertha BSC               |
| Schalke Gelsenkirchen | 1:1 (dog.) | Fortuna Düsseldorf       |
| Werder Brema          | 2:1        | Borussia Mönchengladbach |

### Mecze powtórzone
| Drużyna 1          | Wynik | Drużyna 2             |
| ------------------ | ----- | --------------------- |
| Fortuna Düsseldorf | 1:0   | Schalke Gelsenkirchen |

## Półfinały
Mecze rozgrywano 25 stycznia 1978 roku.
| Drużyna 1          | Wynik | Drużyna 2    |
| ------------------ | ----- | ------------ |
| FC Köln            | 1:0   | Werder Brema |
| Fortuna Düsseldorf | 4:1   | MSV Duisburg |

## Finał
| 15 kwietnia 1978 16:00 CEST | FC Köln · Cullmann 71' · van Gool 90' | 2:00:0Raport | Fortuna Düsseldorf | Parkstadion, Gelsenkirchen Widzów: 70 000 Sędzia: Jan Redelfs (Hanower) |
|                             |                                       |              |                    |                                                                         |

| FC KÖLN:          |   |                    |
|                   |   |                    |
| BR                | 1 | Harald Schumacher  |
| OB                |   | Harald Konopka     |
| OB                |   | Roland Gerber      |
| OB                |   | Gerhard Strack     |
| OB                |   | Herbert Zimmermann |
| PO                |   | Bernhard Cullmann  |
| PO                |   | Heinz Flohe (C)    |
| PO                |   | Herbert Neumann    |
| PO                |   | Yasuhiko Okudera   |
| NA                |   | Roger van Gool     |
| NA                |   | Dieter Müller      |
| Trener:           |   |                    |
| Hennes Weisweiler |   |                    |

| FORTUNA DÜSSELDORF: |   |                     |  |     |
|                     |   |                     |  |     |
| BR                  | 1 | Jörg Daniel         |  |     |
| OB                  |   | Gerd Zewe (C)       |  |     |
| OB                  |   | Gerd Zimmermann     |  |     |
| OB                  |   | Heiner Baltes       |  |     |
| OB                  |   | Egon Köhnen         |  |     |
| PO                  |   | Dieter Brei         |  |     |
| PO                  |   | Josef Weikl         |  |     |
| PO                  |   | Josef Hickersberger |  |     |
| NA                  |   | Klaus Allofs        |  |     |
| NA                  |   | Flemming Lund       |  | 78' |
| NA                  |   | Wolfgang Seel       |  |     |
| Zmiany:             |   |                     |  |     |
| PO                  |   | Rudolf Bommer       |  | 78' |
| Trener:             |   |                     |  |     |
| Dietrich Weise      |   |                     |  |     |

| Puchar Niemiec w piłce nożnej 1977–1978 Zwycięzcy |
| ------------------------------------------------- |
| FC Köln 3. Tytuł                                  |